# Dellern (Stegaurach)
Dellern ist ein Gemeindeteil der Gemeinde Stegaurach im oberfränkischen Landkreis Bamberg in Bayern.
Der Weiler liegt südwestlich des Kernortes Stegaurach. Nördlich fließt die Aurach, östlich verläuft die Bundesstraße 22.

## Baudenkmäler
In der Liste der Baudenkmäler in Stegaurach ist für Dellern ein Kruzifix aus Sandstein, bezeichnet „1909“, als Baudenkmal aufgeführt.